# National Crime Agency
La National Crime Agency (NCA) est une agence nationale d'application de la loi au Royaume-Uni.
C'est l'agence principale du Royaume-Uni de lutte contre le crime organisé ; le trafic d'êtres humains, le trafic d'armes et le trafic de drogues ; le cybercrime ; et la criminalité économique qui traverse les frontières régionales et internationales, mais elle peut être chargée d'enquêter sur tout crime.

## Histoire
La NCA a été créée en 2013 comme département gouvernemental non ministériel, remplaçant la Serious Organized Crime Agency et absorbant l'ancien Child Exploitation and Online Protection Command (Centre contre l'exploitation des enfants et de protection en ligne, CEOP). Elle a aussi assumé un certain nombre de responsabilités d'autres organismes d'application de la loi. La NCA a également assumé une série de fonctions de l'Agence nationale pour l'amélioration de la police, qui a été abandonnée dans le cadre des changements apportés par le gouvernement aux services de police. Celles-ci comprennent une base de données spécialisée sur les blessures et les armes inhabituelles, des recherches d'experts sur les tueurs en série potentiels et le Bureau national des personnes disparues.
Les agences entrant dans la NCA avaient un budget combiné de 812 millions de livres sterling, mais la nouvelle agence ne disposait que de 464 millions de livres sterling la première année, soit une diminution de 43 %.
Certaines des responsabilités de l'ancienne agence britannique des frontières (aujourd'hui Immigration Enforcement and Border Force) en matière de police des frontières sont aussi intégrées dans la NCA.
Comme son prédécesseur SOCA, le NCA a été surnommé le « FBI britannique » par les médias.
Dans les années 2010, elle s'est aussi intéressée à la manière dont la cybercriminalité a pu s'étendre au domaine de la diffusion de fausses nouvelles et de la manipulation d'élections ou de référendums, notamment dans le cadre du scandale Facebook-Cambridge Analytica/AggregateIQ qui semble avoir fortement favorisé les partis pro-Brexit, avec de leur côté des financements de campagnes qui ont dépassé tous les records enregistrés au Royaume-Uni (Aaron Banks détient à lui seul le record du « plus grand donateur financier de l'histoire politique britannique »). Ainsi, en novembre 2018, la National Crime Agency a ouvert une enquête criminelle à son l'encontre de plusieurs personnalités, dont à l'encontre d'Aaron Banks en raison de doutes quant aux origines de l'argent et des moyens humains et intelligence artificielle qu'il a apporté à la campagne pour le Brexit (des sociétés offshore et de l'argent russe ont notamment été évoqués), mais en septembre 2019, la NCA, faute de « preuve que des infractions pénales aient été commises », a abandonné ses enquêtes sur Banks ainsi que sur le parti qu'il a créé (Leave.EU).

## Rôle stratégique
La NCA examine la situation du crime au Royaume-Uni dans son ensemble, en analysant le fonctionnement des criminels et la manière dont ils peuvent être stoppés.

## Collaborations
La NCA travaille en étroite collaboration avec les unités régionales de lutte contre la criminalité organisée (ROCU), le Serious Fraud Office et les différentes forces de police.
La NCA est aussi le point de contact au Royaume-Uni pour les agences étrangères telles qu'Interpol, Europol et d'autres agences internationales d'application de la loi.
Au jour le jour, la NCA assiste les forces de police et les autres services répressifs et vice versa dans le cadre d'accords d'assistance volontaire.

In extremis, le directeur général de l'ANC (actuellement Lynne Owens ), a le pouvoir de charger un officier en chef d'une force de police de fournir une assistance dirigée dans les tâches de l'ANC si nécessaire (mais uniquement avec le consentement du secrétaire d'État compétent), faisant d'elle l'un des plus hauts responsables de l'application de la loi du pays.
L'ANC elle-même peut également être chargée par le secrétaire d'État de fournir une assistance dirigée à un corps de police ou à un autre organisme d'application de la loi. On ne sait pas si ces pouvoirs d’assistance dirigée ont déjà été utilisés.